# Helichus triangularis
Helichus triangularis är en skalbaggsart som beskrevs av Musgrave 1935. Helichus triangularis ingår i släktet Helichus och familjen öronbaggar. Inga underarter finns listade i Catalogue of Life.